# Liste der Baudenkmale in Diekholzen
In der Liste der Baudenkmale in Diekholzen sind alle Baudenkmale der niedersächsischen Gemeinde Diekholzen aufgelistet. Die Quelle der  Baudenkmale ist der Denkmalatlas Niedersachsen. Der Stand der Liste ist der 11. März 2021.

## Allgemein
In den Spalten befinden sich folgende Informationen:
- Lage: die Adresse des Baudenkmales und die geographischen Koordinaten. Kartenansicht, um Koordinaten zu setzen. In der Kartenansicht sind Baudenkmale ohne Koordinaten mit einem roten Marker dargestellt und können in der Karte gesetzt werden. Baudenkmale ohne Bild sind mit einem blauen Marker gekennzeichnet, Baudenkmale mit Bild mit einem grünen Marker.
- Bezeichnung: Bezeichnung des Baudenkmales
- Beschreibung: die Beschreibung des Baudenkmales. Unter § 3 Abs. 2 NDSchG werden Einzeldenkmale und unter § 3 Abs. 3 NDSchG Gruppen baulicher Anlagen und deren Bestandteile ausgewiesen.
- ID: die Objekt-ID des Baudenkmales
- Bild: ein Bild des Baudenkmales, ggf. zusätzlich mit einem Link zu weiteren Fotos des Baudenkmals im Medienarchiv Wikimedia Commons. Wenn man auf das Kamerasymbol klickt, können Fotos zu Baudenkmalen aus dieser Liste hochgeladen werden:

## Diekholzen

### Gruppe: Villa, Bahnberg 3
Die Gruppe „Villa, Bahnberg 3“ hat die ID 34455824.

| Lage                                  | Bezeichnung  | Beschreibung | ID       | Bild |
| ------------------------------------- | ------------ | ------------ | -------- | ---- |
| Bahnberg 3 52° 5′ 39″ N, 9° 54′ 44″ O | Villa        |              | 34493271 | BW   |
| Bahnberg 3 52° 5′ 38″ N, 9° 54′ 43″ O | Remise       |              | 34493094 | BW   |
| Bahnberg 3 52° 5′ 38″ N, 9° 54′ 43″ O | Nebengebäude |              | 34493250 | BW   |
| Bahnberg 3 52° 5′ 39″ N, 9° 54′ 42″ O | Park         |              | 34493296 | BW   |

### Gruppe: Kirche, Kirchweg 2
Die Gruppe „Kirche, Kirchweg 2“ hat die ID 34455809.

| Lage                                  | Bezeichnung | Beschreibung             | ID       | Bild |
| ------------------------------------- | ----------- | ------------------------ | -------- | ---- |
| Kirchweg 2 52° 5′ 58″ N, 9° 55′ 26″ O | Kirche      | Kath. Kirche St. Jakobus | 34493344 | BW   |
| Kirchweg 2 52° 5′ 58″ N, 9° 55′ 25″ O | Kirchhof    |                          | 34493367 | BW   |

### Einzelbaudenkmale
| Lage                                  | Bezeichnung  | Beschreibung | ID       | Bild |
| ------------------------------------- | ------------ | ------------ | -------- | ---- |
| Bahnberg 1 52° 5′ 36″ N, 9° 54′ 28″ O | Pförtnerhaus |              | 34493452 | BW   |

## Barienrode

### Gruppe: Kapelle, Kirchhof, Kirchstraße
Die Gruppe „Kapelle, Kirchhof, Kirchstraße“ hat die ID 34455854.

| Lage                                   | Bezeichnung | Beschreibung | ID       | Bild           |
| -------------------------------------- | ----------- | --- | -------- | -------------- |
| Kirchstraße 52° 6′ 52″ N, 9° 57′ 10″ O | Kapelle     | Die katholische Kapelle St. Nikolaus Barienrode ist ein Bruchsteinbau mit einer flachen Decke und einem dreiseitigen Ostschluss. Auf dem Dach befindet sich ein Dachreiter. Im Inneren befindet sich ein Barockaltar aus der Zeit um 1600. Die Kanzel wurde um 1650 erstellt, dieser stammt aus dem Hildesheimer Dom. Von den vier Evangelisten an der Kanzel sind nur noch drei vorhanden. | 34493161 | Weitere Bilder |
| Kirchstraße 52° 6′ 52″ N, 9° 57′ 9″ O  | Kirchhof    | | 34493184 | BW             |

### Einzelbaudenkmale
| Lage                                             | Bezeichnung | Beschreibung | ID       | Bild |
| ------------------------------------------------ | ----------- | ------------ | -------- | ---- |
| Heinrich-Heine-Straße 52° 6′ 49″ N, 9° 57′ 20″ O | Wegekreuz   |              | 34493140 | BW   |

## Diekholzen-Forst

### Gruppe: Köhlerei Diekholzen-Söhre
Die Gruppe „Köhlerei Diekholzen-Söhre“ hat die ID 34459744.

| Lage                       | Bezeichnung | Beschreibung | ID       | Bild |
| -------------------------- | ----------- | ------------ | -------- | ---- |
| 52° 5′ 38″ N, 9° 57′ 37″ O | Köhlerofen  |              | 34492951 | BW   |
| 52° 5′ 38″ N, 9° 57′ 37″ O | Köhlerhütte |              | 34492999 | BW   |

## Egenstedt
| Lage                                       | Bezeichnung              | Beschreibung | ID       | Bild           |
| ------------------------------------------ | ------------------------ | ------------ | -------- | -------------- |
| Am Jesuiterhof 1 52° 6′ 6″ N, 9° 59′ 39″ O | Kirche                   |              | 34493561 | Weitere Bilder |
| Am Jesuiterhof 3 52° 6′ 7″ N, 9° 59′ 39″ O | Wohnhaus                 |              | 34493521 | BW             |
| Am Jesuiterhof 7 52° 6′ 9″ N, 9° 59′ 40″ O | Pfarrhaus                |              | 34493541 | BW             |
| Maschstraße 1 52° 6′ 5″ N, 9° 59′ 40″ O    | Wohn-/Wirtschaftsgebäude |              | 34493623 | BW             |
| Am Zimmerplatz 52° 6′ 4″ N, 9° 59′ 36″ O   | Kriegerdenkmal           | 1914/18      | 34493602 | BW             |

## Röderhof

### Gruppe: Gutsanlage Röderhof 1, 2
Die Gruppe „Gutsanlage Röderhof 1, 2“ hat die ID 34455869.

| Lage                                   | Bezeichnung | Beschreibung                      | ID       | Bild           |
| -------------------------------------- | ----------- | --------------------------------- | -------- | -------------- |
| Röderhof 2 52° 5′ 19″ N, 9° 58′ 51″ O  | Wohnhaus    |                                   | 34492625 | BW             |
| Röderhof 1 52° 5′ 18″ N, 9° 58′ 51″ O  | Försterei   | Försterei Gut Röderhof            | 34492602 | BW             |
| Röderhof 2 52° 5′ 18″ N, 9° 58′ 53″ O  | Kapelle     | Kapelle St. Antonius Gut Röderhof | 34492648 | Weitere Bilder |
| Röderhof 2 52° 5′ 18″ N, 9° 58′ 54″ O  | Stall       | ehem. Schafstall Gut Röderhof     | 34492671 | BW             |
| Röderhof 2 52° 5′ 19″ N, 9° 58′ 54″ O  | Scheune     |                                   | 34492694 | BW             |
| Röderhofg 2 52° 5′ 19″ N, 9° 58′ 54″ O | Einfahrt    |                                   | 34492740 | BW             |
| Röderhof 2 52° 5′ 20″ N, 9° 58′ 54″ O  | Torhaus     |                                   | 34492717 |                |

## Söhre

### Gruppe: Kirche Wohnhaus, Hauptstraße/Vor den Hütten
Die Gruppe „Kirche Wohnhaus, Hauptstraße/Vor den Hütten“ hat die ID 34455883.

| Lage                                   | Bezeichnung | Beschreibung                              | ID       | Bild           |
| -------------------------------------- | ----------- | ----------------------------------------- | -------- | -------------- |
| Hauptstraße 52° 6′ 4″ N, 9° 57′ 30″ O  | Kirche      | Kath. Pfarrkirche Mariä Himmelfahrt Söhre | 34492823 | Weitere Bilder |
| Hauptstraße 52° 6′ 4″ N, 9° 57′ 30″ O  | Kirchhof    |                                           | 34492846 | BW             |
| Schulplatz 3 52° 6′ 4″ N, 9° 57′ 31″ O | Wohnhaus    |                                           | 34492846 | BW             |

### Einzelbaudenkmale
| Lage                                      | Bezeichnung              | Beschreibung | ID       | Bild |
| ----------------------------------------- | ------------------------ | ------------ | -------- | ---- |
| Vorden Hütten 1 52° 6′ 2″ N, 9° 57′ 29″ O | Wohn-/Wirtschaftsgebäude |              | 34492911 | BW   |
| Mühlenberg 52° 6′ 12″ N, 9° 57′ 26″ O     | Kapelle                  |              | 34492868 | BW   |
| Mühlenberg 52° 6′ 12″ N, 9° 57′ 26″ O     | Kriegerdenkmal           |              | 34493646 | BW   |